# Kryżynka Kijów
Kryżynka Kijów (ukr. Хокейний клуб «Крижинка» Київ) – ukraiński klub hokejowy z siedzibą w Kijowie.

## Historia
Klub został założony w 1994 jako Kryżynka Kijów.
Do 1999 występował w ukraińskiej Wyższej Lidze. W połowie sezonu 1999/2000 zrezygnował z dalszych występów i został rozwiązany. Jego miejsce zajął klub HK Kijów.
Ponadto zespół grał we Wschodnioeuropejskiej Lidze Hokejowej.

## Sukcesy
- Srebrny medal mistrzostw Ukrainy: 1997[3]

## Zawodnicy
Wychowankami klubu był m.in. Witalij Anikiejenko, Daniił Sobczenko, Witalij Donika, Pawło Taran. Ponadto w drużynie występowali także m.in. Jurij Szundrow, Andriej Koszkin, Ołeh Szafarenko, Ołeksandr Pobiedonoscew, Artem Bondarew.